# Michele Testa
Michele Testa (Cercemaggiore, 1º aprile 1875 – Roma, 24 settembre 1944) è stato un antifascista italiano, fondatore della borgata Tor Sapienza a Roma.

## Biografia
Consegue il diploma di geometra a Napoli, divenendo, in seguito, perito agrimensore.
Dopo essere entrato in contatto con i Circoli Socialisti, ritorna a Cercemaggiore, dove entra in politica e si scontra con il sistema locale ed i soprusi attuati a danno delle classi più povere, portando dapprima allo scioglimento del consiglio comunale e poi alla destituzione del Regio Commissario.

Il 6 novembre 1897 viene eletto consigliere, ma continuerà per poco le sue battaglie, essendo ormai additato come "bollente, ricorrente, eversivo e ribelle".
Agli inizi del Novecento entra come capostazione nelle Ferrovie dello Stato e si trasferisce a Roma nel casello di Tor Cervara.

Qui con un mutuo di 800.000 lire realizza le prime 25 case della "Cooperativa Tor Sapienza per l'edilizia popolare rurale" inaugurando, il giorno 20 maggio 1923, la borgata di Tor Sapienza, con una scuola, una farmacia ed una condotta medica.
Confinato a Padula nel 1929, collabora a più riviste antifasciste.
Fu perseguitato, picchiato ed incarcerato più volte per essersi battuto con la parola contro il regime fascista e, infine, fu processato nel 1935 presso il Tribunale Speciale che lo condannò a sei mesi di confino.
Scrisse innumerevoli opere letterarie, in poesia ed in prosa, tra cui un Diario, che riveste un'assoluta importanza per conoscere il periodo fascista, anche attraverso le pubblicazioni internazionali dell'epoca.

Il Diario venne iniziato nel 1922 nella speranza di potere raccontare un giorno ai figli la fine del regime, non solo le sue mille contraddizioni quotidiane che tendevano ad abbrutire l'identità e il valore delle persone, riuscendo effettivamente a soddisfare il suo intento.
Michele Testa muore a Roma il 24 settembre 1944.

## Riconoscimenti
Nella casa di via degli Armenti, una lapide apposta dagli abitanti di Tor Sapienza e dal Comune di Roma, ricorda: